# Frank Pepper
Frank Stuart Pepper, né le  8 février 1910 à Ilford et mort le 11 décembre 1988 dans les Cornouailles, est un scénariste de bande dessinée et écrivain britannique.

## Œuvre

### Publications en français
- Akim Color, Aventures et Voyages, collection Mon journal

46. Dans la gueule du loup, scénario de Jac L., Roberto Renzi et Frank Pepper, dessins de Jac L., Geoff Campion et Augusto Pedrazza, 1971
48. L'Abdication de Bajan, scénario de Jac L., Roberto Renzi et Frank Pepper, dessins de Jac L., Geoff Campion et Augusto Pedrazza, 1971
51. Le Pari de Bill Parkin, scénario de Roberto Renzi et Frank Pepper, dessins de Geoff Campion et Augusto Pedrazza, 1972
52. L'Antre du monstre, scénario de Roberto Renzi et Frank Pepper, dessins de Geoff Campion et Augusto Pedrazza, 1972
55. La Tanière de Rag, scénario de Roberto Renzi et Frank Pepper, dessins d'Augusto Pedrazza, 1972
56. Ouragan sur la jungle, scénario de Roberto Renzi et Frank Pepper, dessins d'Augusto Pedrazza et Reg Bunn, 1972
57. Garf la panthère noire, scénario de Roberto Renzi et Frank Pepper, dessins d'Augusto Pedrazza et Reg Bunn, 1972
58. Zig triomphe, scénario de Roberto Renzi et Frank Pepper, dessins d'Augusto Pedrazza et Reg Bunn, 1972
59. Les Hommes du désert, scénario de Roberto Renzi et Frank Pepper, dessins d'Augusto Pedrazza et Reg Bunn, 1972
60. L'Île aux loups, scénario de Roberto Renzi et Frank Pepper, dessins d'Augusto Pedrazza et Reg Bunn, 1972
61. L'Île en flammes, scénario de Roberto Renzi, Guy Lehideux et Frank Pepper, dessins d'Augusto Pedrazza, Reg Bunn, Guy Lehideux et Geoff Campion, 1972
62. Seul contre tous, scénario de Roberto Renzi et Frank Pepper, dessins d'Augusto Pedrazza et Geoff Campion, 1973
63. Le Retour de Terror le cyclope, scénario de Roberto Renzi et Frank Pepper, dessins d'Augusto Pedrazza et Geoff Campion, 1973
64. Tun le grand, le roi des hiboux, scénario de Roberto Renzi et Frank Pepper, dessins d'Augusto Pedrazza et Geoff Campion, 1973
65. La grande idole, scénario de Jac L., Roberto Renzi et Frank Pepper, dessins de Jac L., Geoff Campion et Augusto Pedrazza, 1973
66. Lutte contre les squales, scénario de Roberto Renzi et Frank Pepper, dessins d'Augusto Pedrazza et Geoff Campion, 1973
67. Sirénus le mystérieux homme-grenouille, scénario de Roberto Renzi, Francisco Ibáñez et Frank Pepper, dessins d'Augusto Pedrazza, Francisco Ibáñez et Geoff Campion, 1973
69. Le dernier vol, scénario de Roberto Renzi, Jac L., Francisco Ibáñez et Frank Pepper, dessins d'Augusto Pedrazza, Jac L., Francisco Ibáñez et Geoff Campion, 1973
70. Les Fleurs du sommeil enchanté, scénario de Roberto Renzi et Frank Pepper, dessins d'Augusto Pedrazza et Geoff Campion, 1973
71. Le Monstre de la cité, scénario de Roberto Renzi, Francisco Ibáñez et Frank Pepper, dessins d'Augusto Pedrazza, Francisco Ibáñez et Geoff Campion, 1973
72. Le Plan de Jim, scénario de Roberto Renzi, Jac L., Francisco Ibáñez et Frank Pepper, dessins d'Augusto Pedrazza, Jac L., Francisco Ibáñez et Geoff Campion, 1973
74. Le Nid d'aigle, scénario de Roberto Renzi, Jac L., Francisco Ibáñez et Frank Pepper, dessins d'Augusto Pedrazza, Jac L., Francisco Ibáñez et Geoff Campion, 1974
75. Le Secret de Monseigneur, scénario de Roberto Renzi et Frank Pepper, dessins d'Augusto Pedrazza et Geoff Campion, 1974
76. L'étrange passager de la fusée BZ-14, scénario de Roberto Renzi, Jac L. et Frank Pepper, dessins d'Augusto Pedrazza, Jac L. et Geoff Campion, 1974
77. La Trahison d'Onak, scénario de Roberto Renzi et Frank Pepper, dessins d'Augusto Pedrazza et Geoff Campion, 1974
79. Les étranges habitants des neiges éternelles, scénario de Roberto Renzi, Francisco Ibáñez et Frank Pepper, dessins d'Augusto Pedrazza, Francisco Ibáñez et Geoff Campion, 1974
81. Atomix, scénario de Roberto Renzi, Francisco Ibáñez et Frank Pepper, dessins d'Augusto Pedrazza, Francisco Ibáñez et Geoff Campion, 1974
91. La Trahison de Mulok, scénario de Roberto Renzi, Francisco Ibáñez et Frank Pepper, dessins d'Augusto Pedrazza, Francisco Ibáñez et Geoff Campion, 1975
- Bengali, Aventures et Voyages, collection Mon journal

62. Le Trésor du lac, scénario de Roberto Renzi et Frank Pepper, dessins d'Augusto Pedrazza et Sam Fair, 1973
- Brûlant, Arédit, collection Comics Pocket

3. Mission X !, scénario de Frank Pepper et Robert Kanigher, dessins d'Irv Novick, 1967
- Cosmos, Arédit

9. La Planète des mirages, scénario de Frank Pepper, dessins de Raoul Giordan, 1969
10. Avatars sur la planète Sylva, scénario de Frank Pepper, dessins de Raoul Giordan et Howard Purcell, 1969
- Marco Polo, Aventures et Voyages, collection Mon journal

184. La Montagne d'or, scénario de Frank Pepper, Mario Basari et Jean Ollivier, dessins de Mario Rossi, Giorgio Trevisan et Enzo Chiomenti, 1979
- Superboy, Impéria

393. Le Vol des robots, scénario de Frank Pepper et Eugenio Sotillos, dessins de John Gillatt et Rafael Méndez, 1984
- Tantale, Elisa Presse

3. Mission secrète, scénario de Frank Pepper, dessins de Jean Kalistrate et Alex Henderson, 1974
- Téméraire, Arédit, collection Courage Exploit

117. Des espions à Malte, scénario de Frank Pepper, Gardner Fox  et Robert Kanigher, dessins d'Howard Sherman et Frank Thorne, 1968
- Vigor, Artima, collection Héroïc

180. Les deux maquis, scénario de Frank Pepper, dessins de Robert Giordan, 1970
- Yataca, Aventures et Voyages, collection Mon Journal

46. Le Cirque de l'épouvante, scénario de Frank Pepper et Jean Cézard, dessins de Jean Cézard et Juan García Quiros, 1972
47. Le Lion fou, scénario de Frank Pepper et Jean Cézard, dessins de Jean Cézard et Vitor Péon, 1972
249. Une qualification mouvementée, scénario de Frank Pepper, Barrie Tomlinson et Fred Baker, dessins de Mike White et Yvonne Hutton, 1989